# Personality
Personality je drugi studijski album hrvatske pop pjevačice Nine Badrić, kojeg 1997. godine objavljuje diskografska kuća Zg Zoe Music.
Personality je napravljen u suradnji s Nininim školskim kolegom Ilanom Kabiljom, koji se u to vrijeme vratio iz Amerike. Album je bio najprodavaniji u godinama 1997. – 1998., a s njim je Nina osvojila i dvije prestižne diskografske nagrade Porin i to za najbolju žensku vokalnu izvedbu i za najbolji album pop i zabavne glazbe., a sa skladbom "I'm so excited" od američkog R&B sastava The Pointer Sisters, Nina postiže uspjeh i izvan granica Hrvatske. Neki od veći uspješnica s albuma su skladbe "Trebam te", "Ako odeš ti", "Još i sad", a zasigurno najveći hit je pjesma "Ja za ljubav neću moliti". Materijal na albumu sniman je u Londonu, a na njemu su radili glazbenici Ilan Kabiljo, Adonis Ćulibrk Boytronic, Faruk Buljubašić Fayo, Ante Pecotić i Igor Geržina.

## Popis pjesama
1. "Budi tu"
2. "Daleko od tebe"
3. "I'm so excited"
4. "Pusti me da živim"
5. "Ako odeš ti" 
  - Adonis Ćulibrk Boytronic, Ante Pecotić, Faruk Buljubašić Fayo, Nina Badrić, Zvonimir Dusper
6. "Ja za ljubav neću moliti" 
  - Ilan Kabiljo, Nina Badrić, Faruk Buljubašić Fayo, Ilan Kabiljo
7. "Bolja od najbolje"
8. "Ako pogledaš u mene"
9. "Trebam te"
10. "Ostani"
11. "Ja za ljubav neću moliti#  (remiks) 
  - Ilan Kabiljo, Nina Badrić, Faruk Buljubašić Fayo
12. "I'm so excited"  (remiks)
13. "Ako odeš ti"  (instrumental) 
  - Adonis Ćulibrk Boytronic, Adonis Ćulibrk Boytronic, Ante Pecotić, Faruk Buljubašić Fayo, Nina Badrić

## Vanjske poveznice
- Diskografija.com - Nina Badrić - Personality